# Jeronimas Kraujelis
Jeronimas Kraujelis (* 16. Februar 1938 in Šlekiai, Rajongemeinde Panevėžys; † 31. März 2019 in Vilnius) war ein litauischer Landwirtschaftsunternehmer und -manager, Politiker, Seimas-Mitglied und Landwirtschaftsminister Litauens.

## Leben
1957 nach dem Abitur an der Mittelschule in Ramygala (bei Panevėžys) absolvierte Jeronimas Kraujelis 1962 das Diplomstudium der Agrarwissenschaften an der Lietuvos žemės ūkio akademija in Kaunas. Von 1962 bis 1963 arbeitete er als Chefagronom im Meškalaukis-Kolchos in der Rajongemeinde Pasvalys.
Von 1989 bis 1991 war Jeronimas Kraujelis stellvertretender Landwirtschaftsminister (Vizeminister) für Wirtschaftsfragen  Sowjetlitauens und der Republik Litauen. Von 1992 bis 2000 leitete er als Generaldirektor und Präsident den Verband der litauischen Landwirtschaftsunternehmen. Von 2000 bis 2004 war Mitglied des Seimas für die Partei Naujoji sąjunga, Vorsitzender des Ausschusses für Agrarfragen, von 2001 bis 2004 Landwirtschaftsminister von Litauen im Kabinett Brazauskas I.
Jeronimas Kraujelis war Vizepräsident der Landwirtschaftskammer Litauens (ŽŪR).
Sein Grab befindet sich im Friedhof Kairėnai in der litauischen Hauptstadt Vilnius.

## Ehrung
- Verdienter Agronom Litauens (Lietuvos agronomų sąjunga), 2015[3]

## Familie
Jeronimas Kraujelis war verheiratet. Mit Frau Eugenija  hatte er einen Sohn.